# Ulrika Babiaková
| 15053 Bochníček | 17 dicembre 1998 |
| 22185 Štiavnica | 29 dicembre 2000 |
| 22644 Matejbel  | 27 luglio 1998   |
| 123647 Tomáško  | 31 dicembre 2000 |

Ulrika Babiaková (Banská Štiavnica, 3 aprile 1976 – Piešťany, 3 novembre 2002) è stata un'astronoma slovacca.
Nel 1999 si laureò in astronomia e astrofisica presso l'Università Comenio di Bratislava e nel 2001 in pedagogia presso l'Università Matej Bel a Banská Bystrica.
Il Minor Planet Center le accredita la scoperta di quattordici asteroidi, effettuate tra il 1998 e il 2001, tutte in collaborazione con Peter Kušnirák o Petr Pravec.
Le è stato dedicato l'asteroide 32531 Ulrikababiaková.